# Ernst Lichtenberg
Ernst Lichtenberg (* 21. September 1939 in Hamburg; † 27. Februar 2005 ebenda) war ein Hamburger Politiker der CDU und ehemaliges Mitglied der Hamburgischen Bürgerschaft.

## Leben und Politik
Lichtenberg war als Berufssoldat tätig. Von Juni 1978 bis Juli 1986 und von November 1986 bis 1993 saß er für die CDU in der Hamburger Bürgerschaft. Dort saß er für die CDU-Fraktion unter anderem im Eingabenausschuss und Verkehrsausschuss.
Von 1961 bis 1986 war er mit Elke Lichtenberg (geborene Schlüter * 19. Juni 1939; † 30. März 2019) verheiratet.
Lichtenberg war der Vater von Claus Lichtenberg (* 30. Juni 1962; † 29. April 2015), Elke Martin (geb. Lichtenberg; * 7. August 1964) und Cort Lichtenberg (* 11. September 1965).